# Дікілі
Дікілі́ (тур. Dikili) — місто на заході Туреччини, в ілі Ізмір. Розташоване на березі Егейського моря.
Поблизу Дікілі розташована місцевість, в античну добу зайнята грецькою колонією Атарнеєм.